# Петропавловская, Елена Борисовна

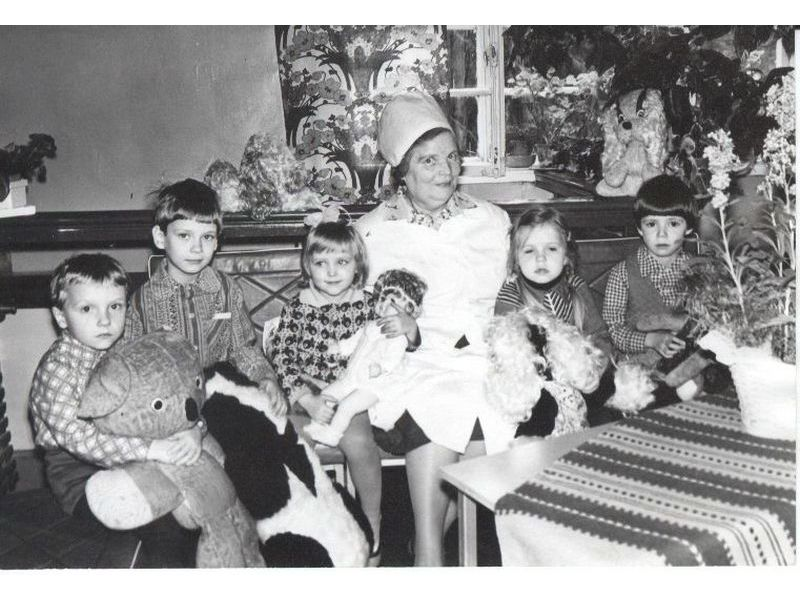
Е. Б. Петропавловская с детьми-пациентами санатория «Таэваскоя», 1982 год

Еле́на Бори́совна Петропа́вловская (эст. Jelena Petropavlovskaja, 1921, Ленинград – 1993, Эстония) — эстонский врач русского происхождения, фтизиолог, заслуженный врач Эстонской ССР.

## Биография
Елена Петропавловская родилась в Ленинграде. Будучи студенткой медицинского института, пережила Ленинградскую блокаду. Из метрополии переехала в эстонскую глубинку. Выучила эстонский язык. Родила дочь.
Была главным врачом детского туберкулёзного санатория в деревне Таэваскоя, работавшего в 1945—1993 годах.
Умерла в 1993 году. Похоронена на городском кладбище Пылва.

## Награды и звания
- 1976 — Заслуженный врач Эстонской ССР[2]